# Clavularia carpediem
Clavularia carpediem är en korallart som beskrevs av F. Weinberg 1986. Clavularia carpediem ingår i släktet Clavularia och familjen Clavulariidae. Inga underarter finns listade i Catalogue of Life.